# 泰勒米尔 (肯塔基州)
泰勒米尔（英語：Taylor Mill），是美国肯塔基州的一座城市。建立于1810年，面积约为16.3平方公里（6.3平方英里）。根据2010年美国人口普查，该市的人口为6,604人。